# Polyrhachis fornicata
Polyrhachis fornicata é uma espécie de formiga do gênero Polyrhachis, pertencente à subfamília Formicinae.